# Jealousy and the Man
Jealousy and the Man è un cortometraggio muto del 1909 scritto e diretto da David W. Griffith. Prodotto e distribuito dalla Biograph Company, il film - girato a Fort Lee, New Jersey - uscì nelle sale il 22 luglio 1909.

## Trama
Jim Brooks pensa che la moglie lo tradisca con John, il suo migliore amico. I due si incontrano, invece, per fargli una sorpresa di compleanno.

## Produzione
Il film fu prodotto dalla Biograph Company. Venne girato a Fort Lee, nel New Jersey.

## Distribuzione
Distribuito dalla Biograph Company, il film - un cortometraggio di 127 metri - nelle proiezioni veniva programmato con il sistema dello split reel, accorpato in un'unica bobina con un altro cortometraggio prodotto dalla Biograph e diretto da Griffith, Sweet and Twenty.